# ماهامبو
ماهامبو (به لاتین: Mahambo) یک منطقهٔ مسکونی در ماداگاسکار است که در آنالانجیروفو واقع شده‌است. ماهامبو ۲۷۸ کیلومتر مربع مساحت و ۲۶٬۰۰۰ نفر جمعیت دارد و ۱۳ متر بالاتر از سطح دریا واقع شده‌است.